# Sœur Sourire
Sœur Sourire [ˌsœʁ suˈrir] (deutsch „Schwester des Lächelns“) (* 17. Oktober 1933 in Wavre bei Brüssel; † 30. März 1985 ebenda; eigentlich Jeanne-Paule (Jeannine) Marie Deckers) war eine belgische Nonne des Dominikanerinnenordens und Chansonsängerin.

## Leben

### Frühe Jahre
Jeanine Deckers wurde als ältestes von vier Kindern des Ehepaars Lucien und Gabrielle Deckers geboren. Während des Zweiten Weltkriegs wohnte die Familie im besetzten Paris, wo ihr Vater als Mitglied der Résistance gegen die Besatzung kämpfte. Im Jahr 1945 kehrte die Familie nach Belgien zurück, wo sie sich in Saint Henri niederließ. Dort ging Deckers zur Schule. 1953 kehrte sie nach Paris zurück, um die Mary Art School zu besuchen. Als Zeichenlehrerin ausgebildet, unterrichtete sie an einer Mädchenschule in Brüssel.
Im Jahr 1959 trat sie in den Orden der Dominikanerinnen ein und nahm den Namen Luc-Gabrielle (Vornamen der Eltern) an. Eines der wenigen privaten Dinge im Konvent von Fichermont bei Waterloo war eine Gitarre; spielen lernte sie aber erst im Kloster. Als Deckers in der Jugendarbeit tätig wurde, lernte sie nicht nur das Instrument zu spielen, sondern bald auch einfache Lieder zu texten und zu komponieren.

### Musikalischer Erfolg und Finanzstreit
Deckers wollte ihrem Kloster und ihrer Oberin ein Lied über den Ordensgründer Dominikus zum Geschenk machen. Eine komponierende und singende Nonne war damals ein Novum. Mit Erlaubnis der Oberin wurde ihre Komposition Dominique 1963 unter dem Pseudonym „Sœur Sourire“ (in englischsprachigen Ländern als „The Singing Nun“) veröffentlicht und professionell vermarktet. Innerhalb kürzester Zeit erreichte das einfache Lied weltweit die Spitze der Hitparaden. In den USA führte das Lied vier Wochen die Charts an. Da Deckers beim Eintritt in das Kloster das Armutsgelübde abgelegt hatte, flossen die Einnahmen, die nicht vertragsgemäß an ihre Schallplattenfirma Philips gingen, an den Orden bzw. das Kloster.
Ihre Popularität führte dazu, dass im Jahr 1966 in Hollywood ein Film produziert wurde, dessen Handlung durch das Leben von Jeanine Deckers inspiriert worden ist. Debbie Reynolds spielte die Hauptrolle in dem Film Dominique – Die singende Nonne. Aufgrund dieses Films kam es zum Bruch Deckers mit ihrem Orden. Nach längerem Streit um die Einnahmen aus ihren Kompositionen trat Deckers aus dem Orden aus. Unter dem Namen „Luc Dominique“ versuchte sie nach dem Austritt als Chansonette in der Musikbranche wieder Fuß zu fassen, was ohne Erfolg blieb.

### Finanzielle Probleme und Tod

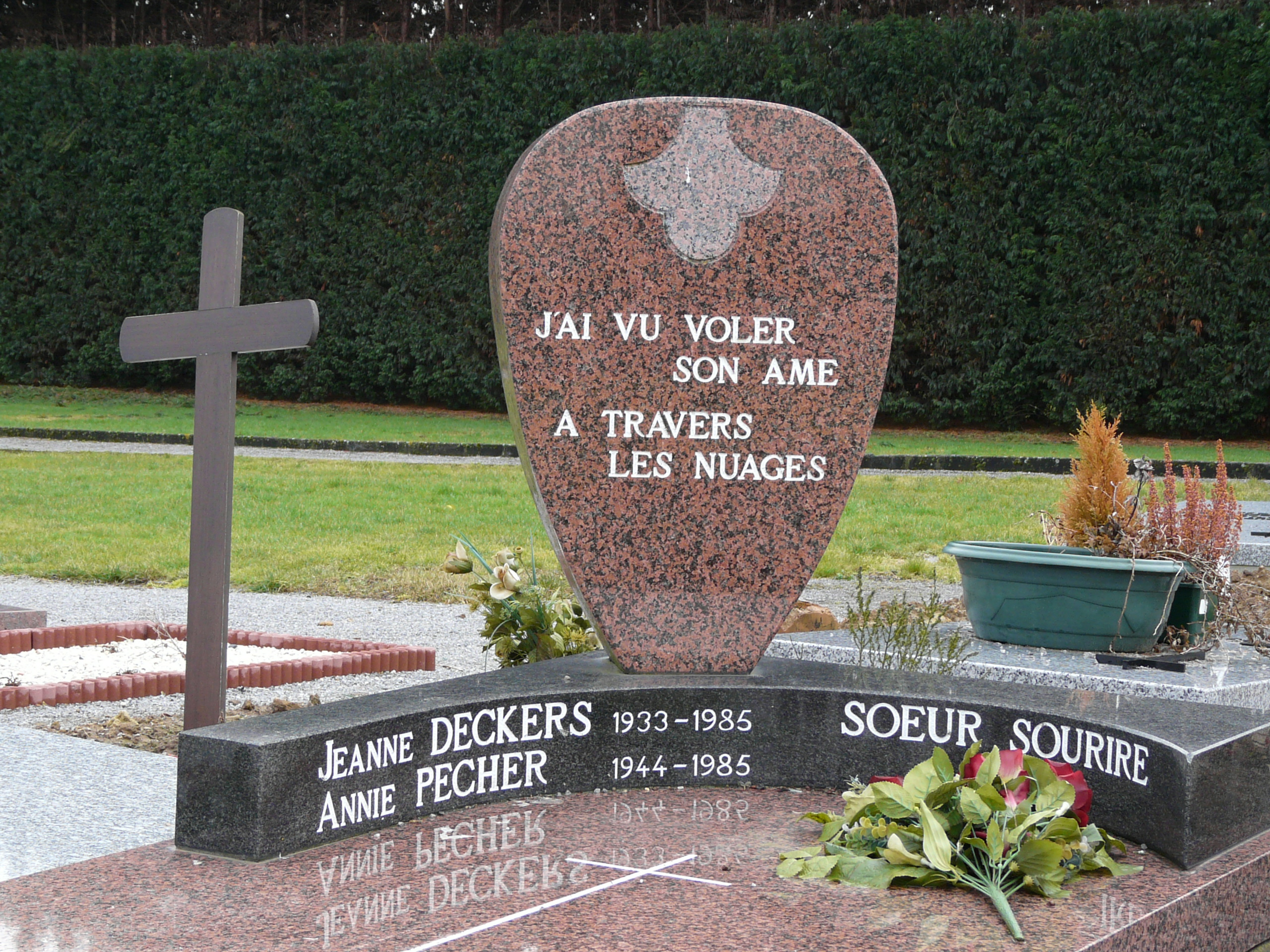
Grab von Jeanine Deckers und Annie Pécher auf dem Friedhof von Wavre

Anfang der 1970er Jahre zog sich Jeanine Deckers ins Privatleben zurück. Die Regenbogenpresse berichtete über ihre Tablettensucht und ihre lesbische Beziehung. Es folgte ein jahrelanger Rechtsstreit mit dem belgischen Finanzamt, das hohe Steuernachzahlungen forderte. Die Millioneneinnahmen hatte sich Deckers bei der Abtretung an Kloster und Orden nicht quittieren lassen; diese erklärten sich später als nicht zuständig. Um ihre Schulden zu tilgen, versuchte Deckers im Jahr 1982 noch einmal ein Remake des Hits Dominique im Synthiepop-Stil. Doch auch dies scheiterte. Ihrer Schulden wegen wurde auch das von Deckers gegründete Heim für autistische Kinder geschlossen.
Am 30. März 1985 begingen Jeanine Deckers und ihre Lebensgefährtin Annie Pécher mit Schlaftabletten in ihrem Haus in Wavre, in der Nähe von Brüssel, gemeinsam Suizid. Die Kirche erfüllte den letzten Wunsch der beiden Frauen nach einem gemeinsamen Grab auf dem Friedhof von Wavre.
Im Jahr 2009 erschien die belgisch-französische Filmbiografie Sœur Sourire – Die singende Nonne mit Cécile de France in der Hauptrolle, die Deckers’ Leben allerdings nur ungenau bzw. fiktionalisiert nacherzählt.

## Diskografie

### Alben
| Jahr | Titel              | Höchstplatzierung, Gesamtwochen, AuszeichnungChartsChartplatzierungen (Jahr, Titel, Platzierungen, Wochen, Auszeichnungen, Anmerkungen) | Anmerkungen |
| Jahr | Titel              | US | Anmerkungen |
| ---- | ------------------ | --- | ----------- |
| 1963 | The Singing Nun    | US1 Gold · (39 Wo.)US |             |
| 1964 | Her Joy, Her Songs | US90 (14 Wo.)US |             |

Weitere Alben
- 1962: Soeur Sourire
- 1962: Zuster Glimlach
- 1963: N°2
- 1971: Chante Pour Les Petits
- 1977: Dominicaine

### Singles
| Jahr | Titel Album               | Höchstplatzierung, Gesamtwochen, AuszeichnungChartplatzierungen (Jahr, Titel, Album, Platzierungen, Wochen, Auszeichnungen, Anmerkungen) | Höchstplatzierung, Gesamtwochen, AuszeichnungChartplatzierungen (Jahr, Titel, Album, Platzierungen, Wochen, Auszeichnungen, Anmerkungen) | Höchstplatzierung, Gesamtwochen, AuszeichnungChartplatzierungen (Jahr, Titel, Album, Platzierungen, Wochen, Auszeichnungen, Anmerkungen) | Höchstplatzierung, Gesamtwochen, AuszeichnungChartplatzierungen (Jahr, Titel, Album, Platzierungen, Wochen, Auszeichnungen, Anmerkungen) | Anmerkungen |
| Jahr | Titel Album               | DE | UK | US | NO | Anmerkungen |
| ---- | ------------------------- | --- | --- | --- | --- | ----------- |
| 1963 | Dominique The Singing Nun | DE7 (28 Wo.)DE | UK7 (14 Wo.)UK | US1 (13 Wo.)US | NO2 (9 Wo.)NO |             |

Weitere Singles
- 1962: Fleur de cactus, ma petite sœur
- 1963: Tous les chemins
- 1963: Alleluia
- 1963: Maiglöckchen
- Entre les étoiles

## Filme
- „Dominique – Die singende Nonne“, USA (1966). Darsteller: Debbie Reynolds (Schwester Ann), Ricardo Montalbán (Vater Clementi), Greer Garson (Mutter Oberin), Agnes Moorehead (Schwester Cluny), Chad Everett (Robert Gerarde), Katharine Ross (Nicole Arlien), Ed Sullivan (er selbst), Juanita Moore (Schwester Mary), Ricky Cordell (Dominic Arlien), Michael Pate (Mr. Arlien), Tom Drake (Fitzpatrick), Larry D. Mann (Mr. Duvries), Monique Montaigne (Schwester Michele)

Drehbuch John Furia, Sally Benson. Regie Henry Koster, Kamera Milton R. Krasner, Musik Soeur Sourire, Harry Sukman, Produzent John Beck, Hayes Goetz, Hank Moonjean.
Filmmusical über das Leben von Sœur Sourire.
- „Soeur Sourire – Die singende Nonne“, Belgien / Frankreich (2009). Darsteller: Sandrine Blancke (Annie), Cécile de France (Jeannine Deckers), Marie Kremer (Françoise), Jan Decleir (Lucien Deckers), Chris Lomme (Mutter Oberin), Jo Deseure (Gabrielle Deckers), Filip Peeters (Antoine Brusson), Christelle Cornil (Schwester Christine)

Drehbuch Stijn Coninx, Ariane Fert, Chris Vander Stappen. Regie Stijn Coninx, Kamera Yves Vandermeeren, Musik Bruno Fontaine, Produzent Eric Heumann, Marc Sillam.
Die Filmbiografie zeichnet die wichtigsten Stationen im Leben der belgischen Nonne Jeannine Deckers nach.
- „Sœur Sourire – Wer tötete die singende Nonne?“  Regie Charles-Antoine de Rouvre,[6] Frankreich 2021.